# Thalía (album 2002)
Thalía è il settimo album in studio della cantante messicana Thalía, pubblicato nel 2002.

## Tracce
1. Tú y yo – 3:43
2. Así es el destino – 4:02
3. En la fiesta mando yo – 4:18
4. No me enseñaste – 4:29
5. Y seguir – 4:04
6. ¿A quién le importa? – 3:45
7. Vueltas en el aire – 5:02
8. Heridas en el alma – 3:46
9. La loca – 3:50
10. The Mexican 2002 (Spanish Version feat. Marc Anthony) – 3:53
11. The Mexican 2002 (English Version) – 3:52
12. Closer to You – 3:48
13. You Spin Me 'Round – 4:33

## Classifiche
| Paese                        | Posizione più alta |
| ---------------------------- | ------------------ |
| Messico                      | 1                  |
| Repubblica Ceca              | 9                  |
| Stati Uniti Latin Pop Albums | 1                  |
| Svizzera                     | 30                 |